# Estación de La Louvière-Centre
La estación de La Louvière-Centre es una estación de tren belga situada en La Louvière, en la provincia de Henao, región Valona.
Pertenece a la línea  de S-Trein Charleroi.

## Situación ferroviaria
La estación se encuentra en la línea 112 (Marchienne-Louvière).

## Intermodalidad
| Línea | Procedencia          | Parada                  | Destino                  |
| ----- | -------------------- | ----------------------- | ------------------------ |
| 167   | LA LOUVIÈRE SNCB Sud | LA LOUVIÈRE SNCB Centre | GODARVILLE Nouvelle Cité |